# Hector (Minnesota)
Hector es una ciudad ubicada en el condado de Renville en el estado estadounidense de Minnesota. En el Censo de 2010 tenía una población de 1151 habitantes y una densidad poblacional de 285,79 personas por km².

## Geografía
Hector se encuentra ubicada en las coordenadas 44°44′31″N 94°42′48″O / 44.74194, -94.71333. Según la Oficina del Censo de los Estados Unidos, Hector tiene una superficie total de 4.03 km², de la cual 4.03 km² corresponden a tierra firme y (0%) 0 km² es agua.

## Demografía
Según el censo de 2010, había 1151 personas residiendo en Hector. La densidad de población era de 285,79 hab./km². De los 1151 habitantes, Hector estaba compuesto por el 96.87% blancos, el 0% eran afroamericanos, el 0% eran amerindios, el 0.61% eran asiáticos, el 0% eran isleños del Pacífico, el 2.26% eran de otras razas y el 0.26% pertenecían a dos o más razas. Del total de la población el 5.73% eran hispanos o latinos de cualquier raza.